# 交響曲 (ショーソン)

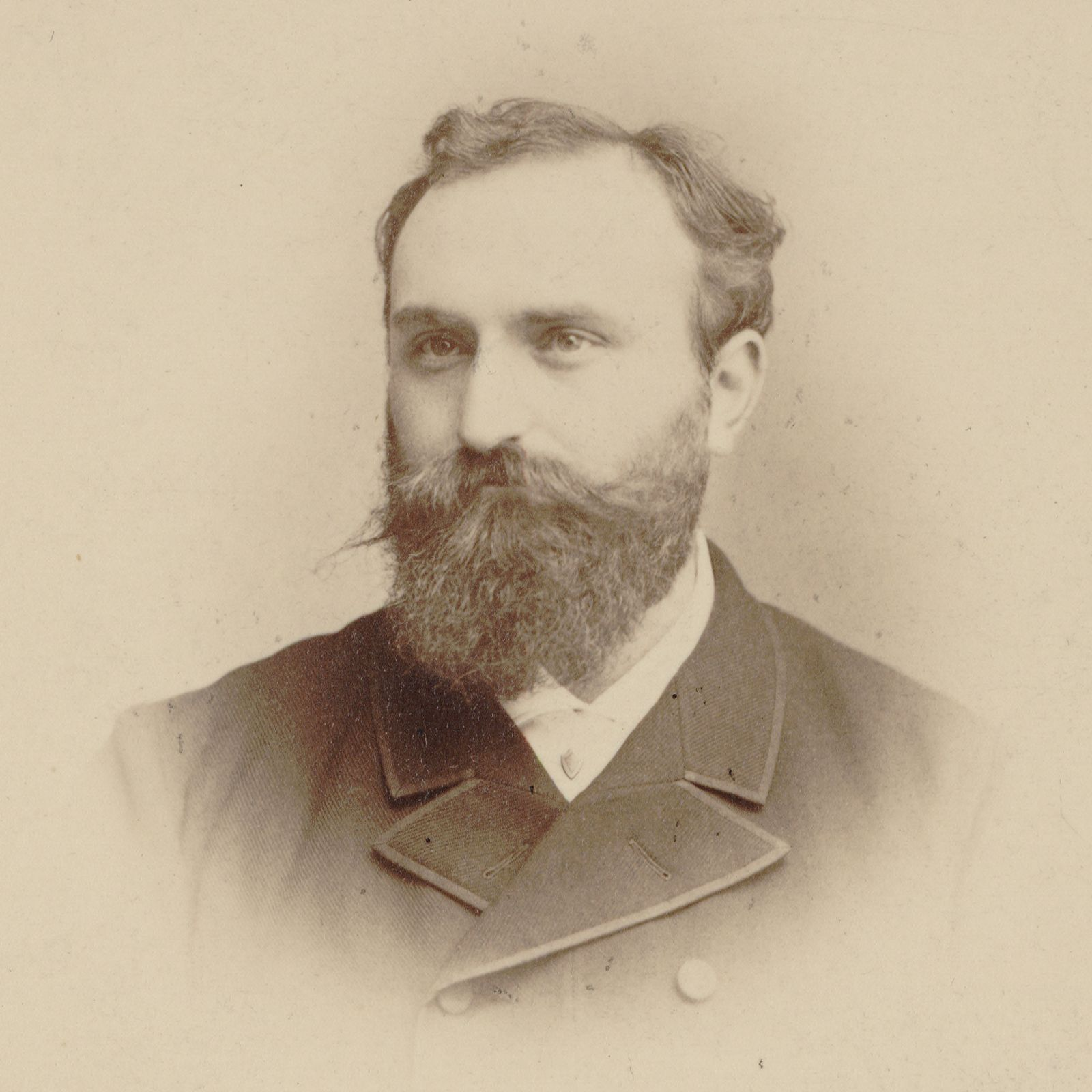
ショーソン

《交響曲 変ロ長調（フランス語: Symphonie en si bémol majeur）》作品20は、エルネスト・ショーソンが完成させた唯一の交響曲。

## 概要
1889年9月に着手され、1890年12月に完成された。初演は1891年4月18日にサル・エラールにおいて作曲者自身の指揮で行われ、まずまずの成功に終わった。1897年にアルトゥール・ニキシュがベルリン・フィルハーモニー管弦楽団を指揮して本作をパリで演奏したところ大成功をおさめ、1880年代から1890年代にかけて、フランス交響楽の豊穣な時代に創られた作品の中でも、並び立つもののない存在となった。

## 楽曲
親友の画家アンリ・ルロルに献呈されている。当時フランク楽派に主流だった3楽章制が採られており、各楽章には以下の発想記号が添えられている。
1. ラン（緩やかに）〜アレグロ・ヴィーヴォ Lent - Allegro vivo
2. トレ・ラン（きわめて緩やかに） Très lent
3. アニメ（快活に） Animé

全曲の演奏には30分強から40分弱を要する。

## 楽器編成
フルート2、ピッコロ1、オーボエ2、コーラングレー1、B管クラリネット2、バスクラリネット1、ファゴット3、F管ホルン4、トランペット4、トロンボーン3、チューバ1、ティンパニー、ハープ2、弦五部。

## 解説
ショーソンはあまり多作家ではなく、作品番号にして全部で39曲しか遺していない。ショーソンの管弦楽曲はごく僅かで、若書きの交響詩《ヴィヴィアーヌ》と、管弦楽伴奏歌曲集《愛と海の詩》のほかに、交響曲の後でほんの2曲を書いただけだった。
本作においては、恩師セザール・フランクとワーグナーの影響が交叉しており、両者を通じてドイツ・オーストリア音楽に伝統的な、洗練された管弦楽法や半音階技法が取り入れられている。しかし、本作でとりわけ精彩を放っているのは、抒情性であろう。一方で本作は、1880年代のフランスにおける（エドゥアール・ラロ、カミーユ・サン＝サーンス、ヴァンサン・ダンディ、アルベリク・マニャールらによる）交響楽復興運動の精華でもある。
第1楽章は、忘れられた暗黒時代を喚起するかのような、緩やかで沈鬱な導入部に始まるが、次第にこらえ切れなくなってクレシェンドしながら、ついに輝かしく戯れるような主部へと至る。抒情性は気高く悲痛な第2楽章に戻ってくるが、随所にオーケストラにとって演奏至難な箇所があり、高名な指揮者のエドゥアール・コロンヌを恐れさせた。終楽章は、戦地における行進のような、力強い動機が使われている。
全曲を通して、フランク流の循環形式が用いられているが、循環主題の扱い方はフランクに比べて控えめである。第1楽章の第1主題は、ショーソンの好んだペンタトニック（ただし階名でレとファが抜けているもの）が使われている。

## 主な録音
| 年   | 指揮者                       | 管弦楽団                               | レーベル                                 |
| ---- | ---------------------------- | -------------------------------------- | ---------------------------------------- |
| 1939 | ディミトリ・ミトロプーロス   | ミネアポリス交響楽団                   | CD: Dante Records Lys ASIN: B00000G0V0   |
| 1950 | ピエール・モントゥー         | サンフランシスコ交響楽団               | CD: RCA ASIN: B0002YD7EA                 |
| 1953 | ディミトリ・ミトロプーロス   | ニューヨーク・フィルハーモニック       | CD: As Disc B00008EPDY                   |
| 1954 | ジャン・フルネ               | コンセール・パドルー                   | LP: Philips レコード番号:NBR6018         |
| 1955 | シャルル・ミュンシュ         | ボストン交響楽団                       | CD:RCA ASIN: B000059O9Z                  |
| 1956 | ポール・パレー               | デトロイト交響楽団                     | CD: マーキュリー ASIN: B00005FFW5        |
| 1967 | エルネスト・アンセルメ       | スイス・ロマンド管弦楽団               | CD:DECCA ASIN: B00005HRIJ                |
| 1985 | アルミン・ジョルダン         | バーゼル交響楽団                       | CD: Erato ASIN: B00007KI1A               |
| 1985 | ホセ・セレブリエール         | RTBF交響楽団                           | CD: Chandos ASIN: B000000AD0             |
| 1987 | フランチェスコ・ダヴァロス   | フィルハーモニア管弦楽団               | CD: Asv Living Era ASIN: B0000030RU      |
| 1987 | ミシェル・プラッソン         | トゥールーズ・キャピトル国立管弦楽団   | CD:EMI ASIN: B00000DOCG                  |
| 1988 | ジャン・フルネ               | オランダ放送フィルハーモニー管弦楽団   | CD:デンオン ASIN: B00008BDD8             |
| 1992 | マルク・スーストロ           | フランス国立ロワール管弦楽団           | CD: Pierre Verany ASIN: B0046BD72M       |
| 1994 | エドゥアルド・マータ         | ダラス交響楽団                         | CD: DORIAN ASIN: B000001Q9T              |
| 1995 | シャルル・デュトワ           | モントリオール交響楽団                 | CD: DECCA ASIN: B01FFVTD92               |
| 1997 | マレク・ヤノフスキ           | フランス放送フィルハーモニー管弦楽団   | CD: Virgin Classics ASIN: B00000C2K7     |
| 1998 | ジェローム・カルテンバック   | ナンシー歌劇場交響楽団                 | CD: Naxos ASIN: B0000060CI               |
| 1999 | ヤン・パスカル・トルトゥリエ | BBCフィルハーモニック                  | CD: Chandos ASIN: B00000I0TD             |
| 2002 | エフゲニー・スヴェトラーノフ | スウェーデン放送交響楽団               | CD: Weitblick Catalogue Number : SSS0125 |
| 2004 | ジャン・フルネ               | 東京都交響楽団                         | CD:フォンテック ASIN: B000CBO1B6         |
| 2005 | ルイ・ラングレー             | リエージュ王立フィルハーモニー管弦楽団 | CD:Accord ASIN: B0009YSGE4               |
| 2011 | マレク・ヤノフスキ           | スイス・ロマンド管弦楽団               | CD: Pentatone ASIN: B005AFMI0K           |
| 2018 | アレクサンドル・ブロック     | リール国立管弦楽団                     | CD:Alpha(france) ASIN: B07MWR2Y8M        |
| 2023 | ジャン＝リュック・タンゴー   | ベルリン放送交響楽団                   | CD:Naxos ASIN B0CNN87B9G                 |